# Bulterriër
De bulterriër is een hondenras dat een kruising is tussen de buldog en verschillende andere hondenrassen, zoals de inmiddels uitgestorven white English terrier.

## Geschiedenis
De bulterriër, zoals die tegenwoordig bekend is, is omstreeks 1860 in Engeland ontstaan. Door 'doggen' (buldoggen of bulmastiffs) met terriërs te kruisen ontstond een kleine, snelle, behendige, maar toch sterke vechthond, die 'Bull-and-Terrier' werd genoemd. De hondenfokker James Hinks heeft dit type hond verder ontwikkeld naar het rastype. Hinks richtte zich met name op het fokken van de witte bulterriërs; dit type is ook heden nog bekend. De bulterriër werd van het begin af aan in verschillende maten gefokt. Zo bestaat nog steeds de mini(atuur)-bulterriër. Hinks kwam in 1862 met zijn eerste witte Bulterriër, een teef genaamd Puss. Andere (vecht-)hondenfokkers betwijfelden openlijk de kracht en raszuiverheid van zijn "Dameshondje": Puss woog 40 pound (hooguit 20 kilo). Hinks wedde met zijn tegenstanders om 5 Engelse ponden en een krat champagne, dat Puss een oud-type bull-and-terrier verslaan kon. De tegenstander was een teef van 60 pound (de helft zwaarder!) en Puss won het gevecht in een half uur, met zó weinig verwondingen, dat zij de dag erna, op de hondententoonstelling in Birmingham, ook nog een prijs won voor conditie en schoonheid. Vanaf dat moment was de reputatie van de Bulterriër gevestigd.

## Uiterlijk
De bulterriër is een gespierde, krachtig gebouwde hond, die ook wel 'de gladiator onder de honden' wordt genoemd. Het dier heeft een sterk uiterlijk en een diepe, brede borst. Kenmerkend voor het ras is de eivormige kop zonder stop. Vanaf de achterhoofdsknobbel tot de neuspunt loopt de schedel afbollend naar beneden; typisch en voor de fok gewenst is de 'roman finish', de extra sterke, neerwaartse welving van de voorste helft van de snuit. De oren zijn klein, staan rechtop en zijn dun. De ogen liggen diep en  zijn driehoekig. Ze zijn diepbruin of zwart van kleur; lichte ogen zijn niet gewenst. De vacht is kort en glad en heeft weinig 'losse' huid. De bulterriër komt in verschillende kleuren voor. Bij witte honden zijn gekleurde vlekken niet gewenst behalve aan de kop. Bij gekleurde honden moet de hoofdkleur de grootste oppervlakte van de vacht uitmaken; dat kan zwart, brindle (gestroomd), roodbruin, fawn (ree-kleurig) of 'black-and-tan' zijn. Blauw en leverkleur zijn niet toegestaan.

## Karakter
Hoewel het uiterlijk anders doet vermoeden heeft de bulterriër een zeer zacht karakter. Dit dier staat bekend als een allemansvriend en gaat over het algemeen goed samen met kinderen. Kenmerkend is de zogeheten bullrun, het in volle vaart door huis of tuin rennen. De hond heeft een waakzaam karakter en is zeer gehecht aan de omgeving. De bulterriër staat er wel om bekend dat als de hond eenmaal bijt of aanvalt dat de bulterriër dan ook doorgaat. Dat komt vooral door hun jachtinstinct.

## Fotogalerij

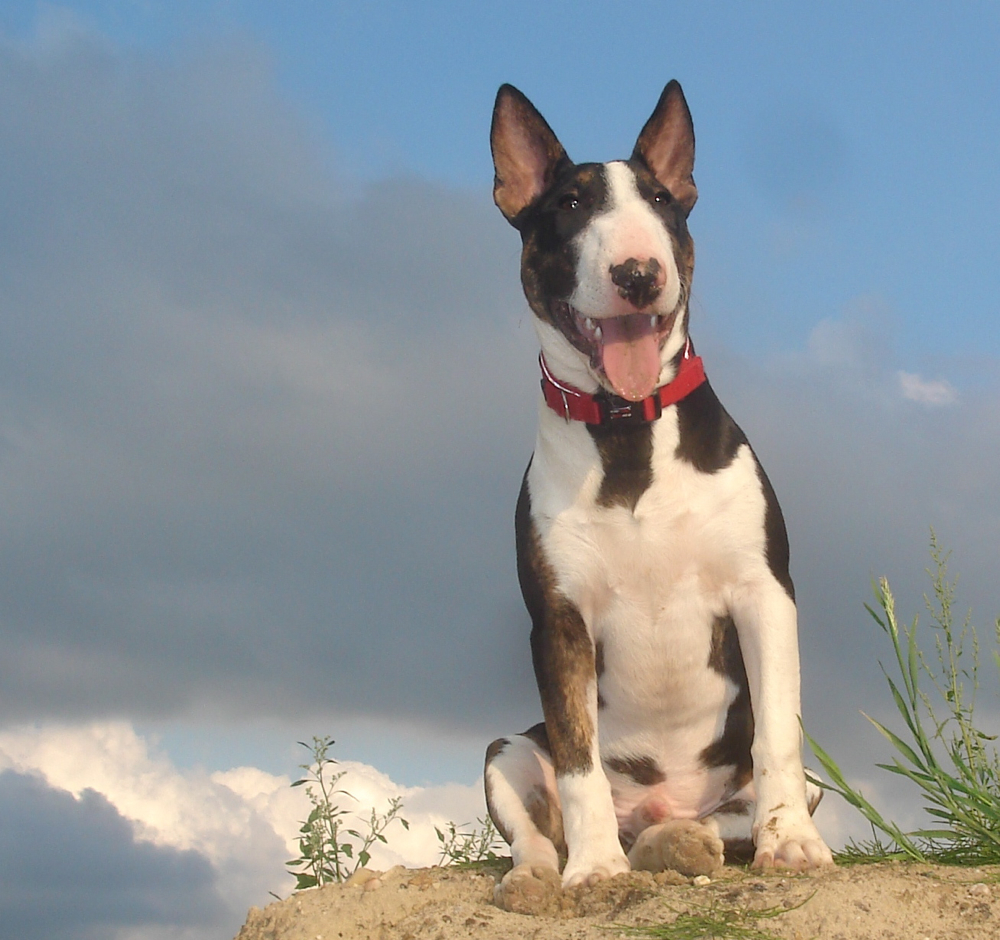
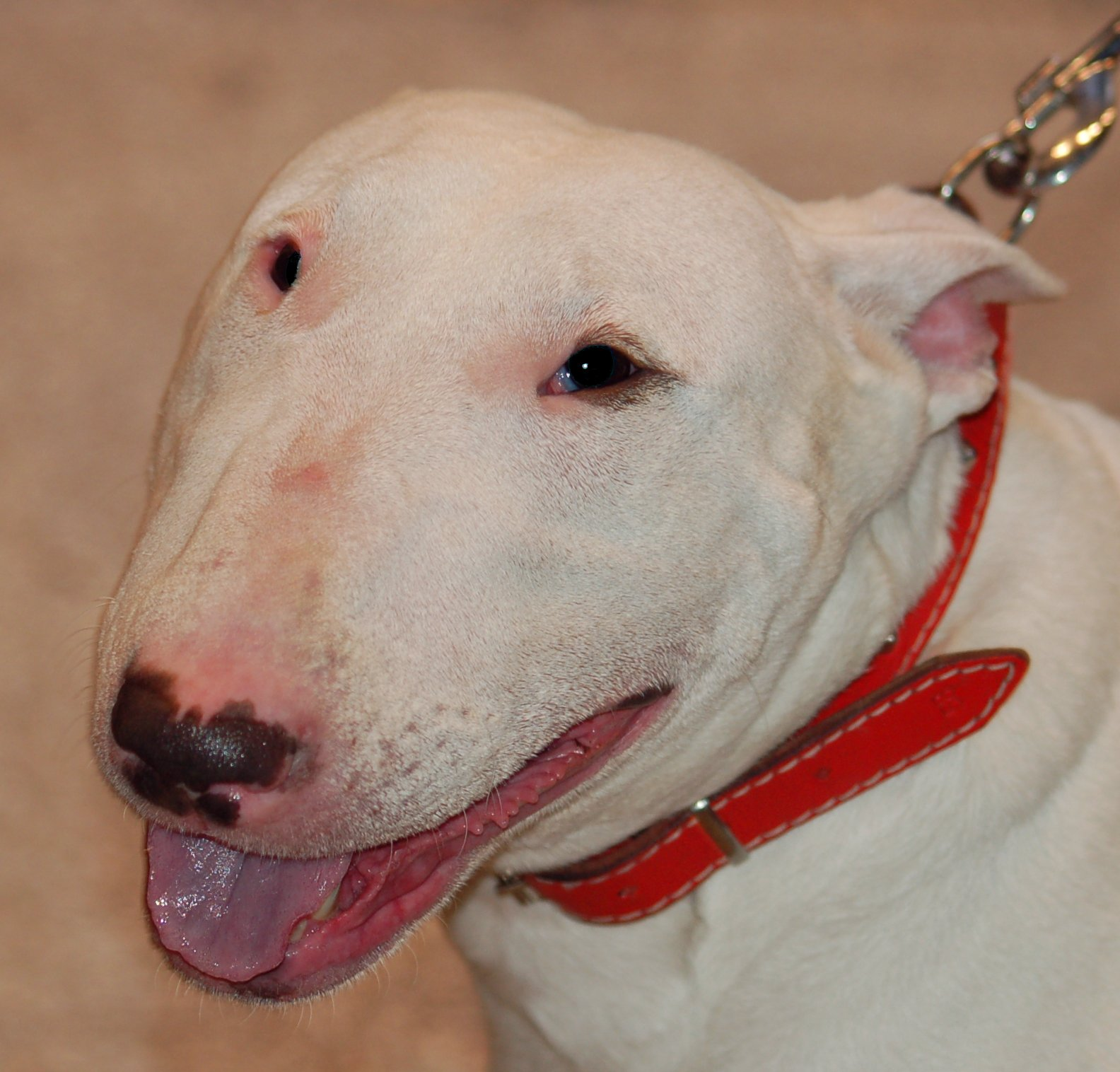
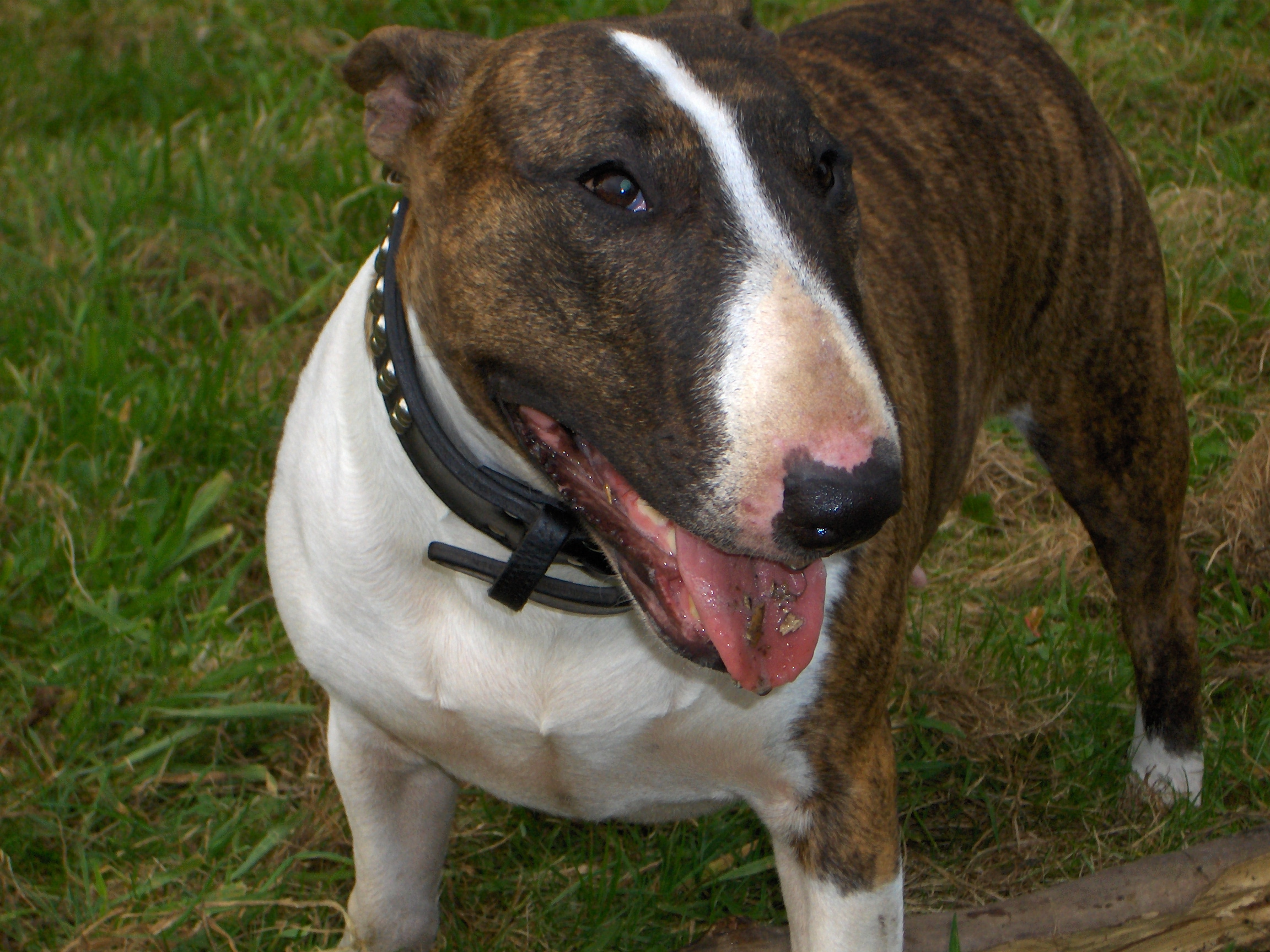
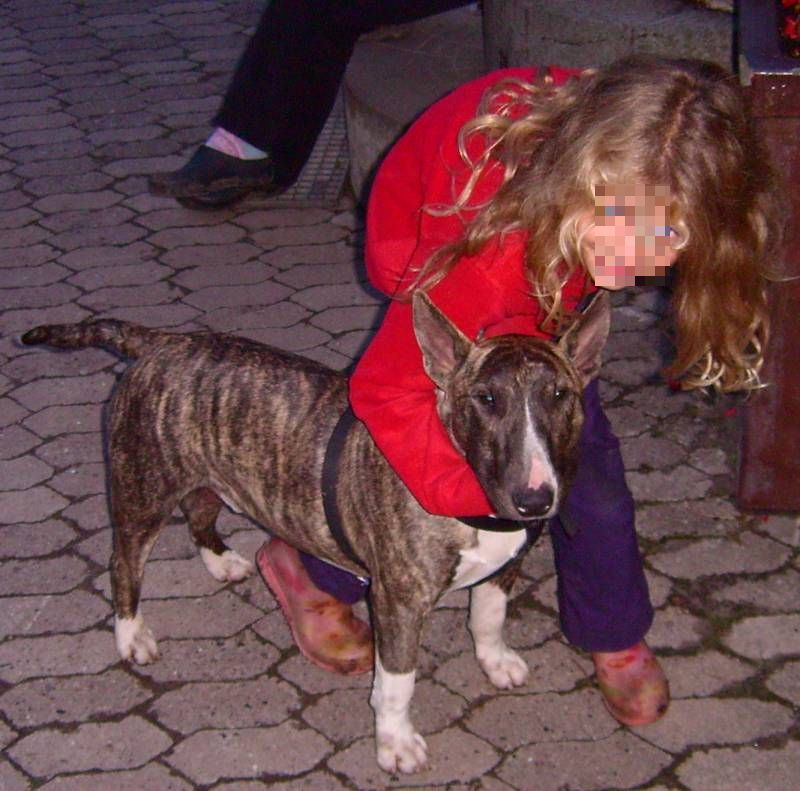
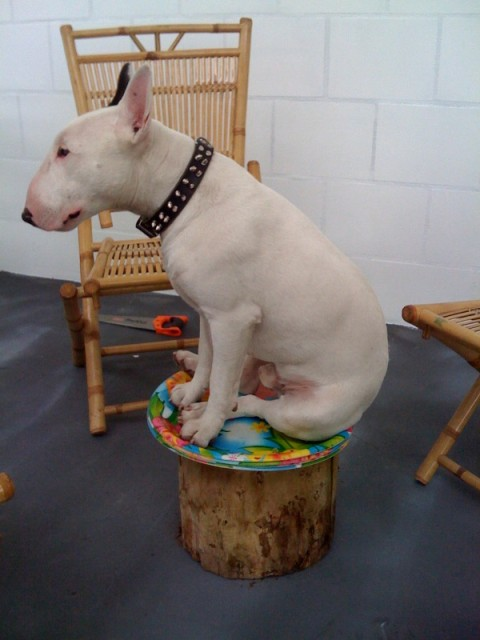

Airedaleterriër ·
Amerikaanse staffordshireterriër ·
Australische silkyterriër ·
Australische terriër ·
Bedlingtonterriër ·
Borderterriër ·
Braziliaanse terriër ·
Bulterriër ·
Cairnterriër ·
Ceskyterriër ·
Dandie Dinmont-terriër ·
Duitse jachtterriër ·
Engelse toyterriër ·
Foxterriër ·
Glen of Imaalterriër ·
Ierse terriër ·
Irish soft-coated wheaten terrier ·
Jackrussellterriër ·
Japanse terriër ·
Kerry blue-terriër ·
Lakelandterriër ·
Manchesterterriër ·
Miniatuur Bulterriër ·
Norfolkterriër ·
Norwichterriër ·
Parson Russell-terriër ·
Schotse terriër ·
Sealyhamterriër ·
Skyeterriër ·
Staffordshire-bulterriër ·
Welsh terriër ·
West Highland white terrier ·
Yorkshireterriër